# Преводи Библије на српски језик
Постоје бројни преводи Библије и појединих библијских књига на српски и српскохрватски језик.

## Историја
Кроз цели средњи век и касније, на српском говорном подручју коришћени су преводи Библије на црквенословенски језик разних редакција. Најстарији познати превод српске редакције је Мирослављево јеванђеље из 1186. године. Након средњег века, такође су употребљавани црквенословенски преводи и у мањој мери преводи на славеносрпски, све до појаве превода на народном језику Новог завета Вука Караџића 1847, а затим Старог завета Ђуре Даничића 1867.

## Списак превода
Познати преводи на српски језик су следећи:
- Платон Атанацковић, већина књига Старог завета, у периоду од 1857. до 1867.
- Даничић-Караџић, 1868. комплетна Библија
- Лујо Бакотић, 1933. комплетна Библија
- Димитрије Стефановић, 1934. Нови завет
- Емилијан Чарнић, 1973. Нови завет, 1985. Псалтир
- Синод Српске православне цркве, 1984. Нови завет
- Александар Бирвиш, поједине књиге Новог и Старог завета, у периоду од 1987. до 2006.
- "Нови свет", превод Јеховиних сведока, 2006. комплетна Библија
- Епископ Атанасије Јевтић, Псалтир и Књига Постања
- "Савремени српски превод", превод Евангелистичке цркве, 2016. комплетна Библија
- "Нови српски превод", превод Протестантског друштва, 2018. комплетна Библија
- Драган Милин- Емилијан Чарнић, 2021. комплетна Библија[1]

За православне потребе превод девтероканонских књига су 1995. године урадили митрополит Амфилохије Радовић и епископ Атанасије Јевтић и он се од 2011. штампа у Библијама СПЦ.

## Поређења
| Преведено од                                                                                           | Прва књига Мојсијева 1:1-3 | Јеванђеље по Јовану 3:16 |
| --- | --- | --- |
| Ђуро Даничић, лингвиста (Стари завет 1867), и Вук Караџић, лингвиста (Нови завет 1847)                 | У почетку створи Бог небо и земљу. А земља беше без обличја и пуста, и беше тама над безданом; и дух Божји дизаше се над водом. И рече Бог: Нека буде светлост. И би светлост.    | Јер Богу тако омиље свијет да је и сина својега јединороднога дао, да ни један који га вјерује не погине, него да има живот вјечни.     |
| Лујо Бакотић, лексикограф (1933)                                                                       | У почетку створи Бог небо и земљу. Земља беше пуста и празна; над безданом беше тама, и дух Божји лебдијаше над водама. Бог рече: Нека буде светлост. И би светлост.              | Јер Бог толико љуби свет, да је и Сина свога јединорођенога дао, да ни један који у њега верује не пропадне, него да има живот вечни.   |
| Димитрије Стефановић, свештеник (1934)                                                                 | само Нови завет | Јер је Бог тако заволео свет, да је и Сина свога јединорођенога дао, да ниједан који верује у њега, не погине, него да има живот вечни. |
| Синод СПЦ (1984)                                                                                       | само Нови завет | Јер Бог тако завоље свијет да је Сина својега Јединороднога дао, да сваки који вјерује у њега не погине, него да има живот вјечни.      |
| Др Драган Милин, професор ПБФ (Стари завет 2020), и Др Емилијан Чарнић, професор ПБФ (Нови завет 1973) | У почетку створи Бог небо и земљу. Земља је била безоблична и пуста, тама је била над безданом и Дух Божји лебдео је над водом. Тада рече Бог: Нека буде светлост! И би светлост. | Јер Бог је тако заволео свет да је свог Јединородног Сина дао да сваки ко верује у њега не пропадне, него да има вечни живот.           |